# 乍得簽證政策
访问乍得的游客必须获得乍得驻外机构之一签发的签证，除非他们来自其中一个免签证国家。

## 签证政策地图

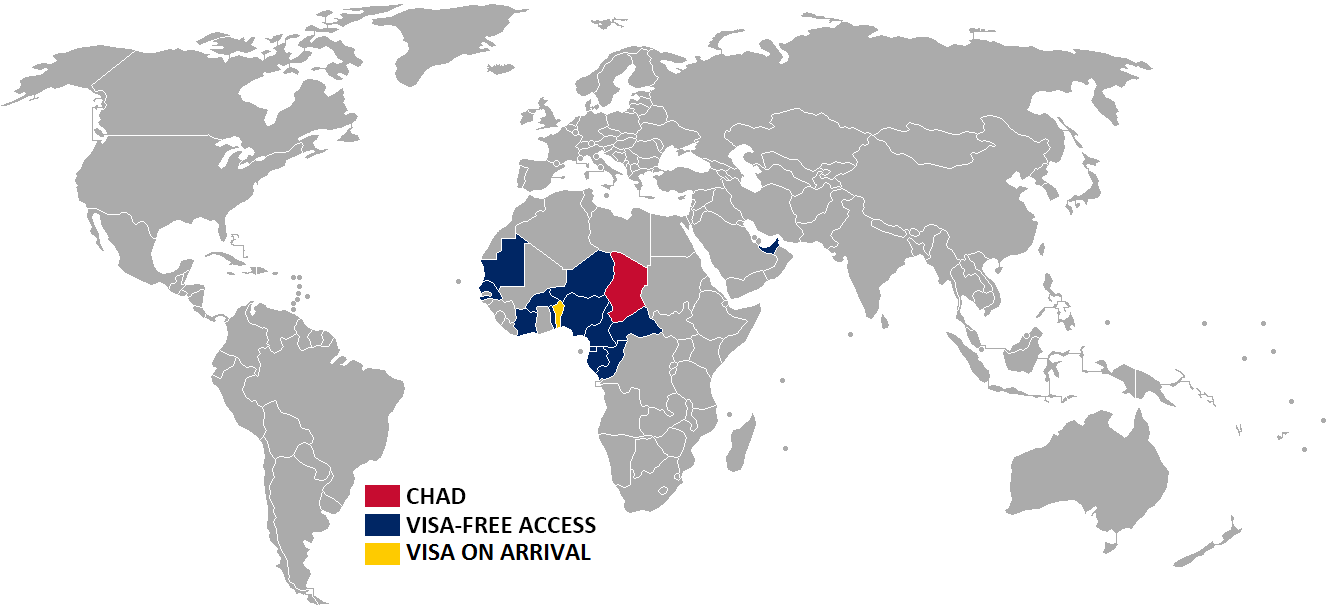
乍得签证政策
乍得
免签
落地签

## 免签
以下14个国家的公民可以在没有签证的情况下访问乍得最长90天：
| - 布吉納法索 - 喀麦隆 ID - 中非 ID - 刚果共和国 ID - 赤道几内亚 ID - 加彭 ID | - 毛里塔尼亚 - 尼日尔 - 奈及利亞 - 塞内加尔 - 多哥 - 阿联酋 |

ID —可使用身份证入境
| 免签政策变化时间                                                          |
| ------------------------------------------------------------------------- |
| - 2017年8月8日：中部非洲经济与货币共同体 -赤道几内亚 - 2017年10月：阿联酋 |

贝宁、科摩罗、吉布提、埃及、厄立特里亚、冈比亚、加纳、几内亚、几内亚比绍、肯尼亚、利比里亚、利比亚、马里、摩洛哥、圣多美和普林西比、塞拉利昂、索马里、苏丹、突尼斯和土耳其的外交护照持有人不需要乍得签证。

## 落地签
持有乍得当局在出发前签发的入境授权书的乘客可在抵达时获得签证。
貝寧公民可以在没有入境许可的情况下在抵达时获得签证。

## 过境免签
如果旅客在48小时内乘坐同一架或第一架中转飞机前往第三国而无需离开机场，则可免签证过境。

## 警方登记
所有国籍的公民必须在抵达后72小时内于警方处强制登记。